# Refúgio de Vida Silvestre da Ilha dos Lobos
O Refúgio de Vida Silvestre da Ilha dos Lobos  é uma unidade de conservação brasileira de proteção integral, localizada a 1,8 km da costa do município gaúcho de Torres, no litoral norte do estado.
O Refúgio de Vida Silvestre da Ilha dos Lobos, assim como o Refúgio de Vida Silvestre do Molhe Leste, em São José do Norte, são os únicos pontos de concentração de pinípedes na costa brasileira. O local recebe populações, principalmente, de leão-marinho e lobo-marinho-sul-americano, porém, já foram feitos registros mais raros de lobo-marinho-subantártico, elefante-marinho-do-sul, foca-leopardo e foca-caranguejeira.
Conforme o decreto de criação, seu objetivo é: "preservar os ecossistemas naturais existentes, possibilitando a realização de pesquisas científicas e o desenvolvimento de atividades controladas de educação ambiental, recreação e turismo ecológico", especialmente em relação ao habitat para os leões-marinhos e lobos-marinhos.

## Histórico
A Reserva Ecológica Ilha dos Lobos foi criada em 04 de julho de 1983 através do Decreto da Presidência da República de Nº 88.463. Devido a criação da lei 9.985 de 2000 que dispõe sobre o Sistema Nacional de Unidades de Conservação (SNUC),a categoria anteriormente citada deixou de existir. Com isso, o Decreto presidencial S/Nº de 04 de julho de 2005 revogou o original, recategorizando a reserva ecológica como refúgio de vida silvestre. Sua administração está atualmente a cargo do Instituto Chico Mendes de Conservação da Biodiversidade.